# Nazionale maschile di pallacanestro della Cina
La nazionale di pallacanestro della Cina (中国国家男子篮球队), selezione composta dai migliori giocatori di pallacanestro di nazionalità cinese, rappresenta la Cina nelle competizioni internazionali di pallacanestro gestite dalla FIBA. È sotto il controllo della Federazione cestistica della Cina.

## Storia
La nazionale di pallacanestro cinese è una delle nazionali emergenti del panorama cestistico internazionale. Il successo del basket nella nazione cinese è principalmente dovuto alla sempre più crescente popolarità del gigante Yao Ming, ex cestista degli Houston Rockets.
Nel complesso si tratta di una nazionale dalle buone doti tecniche ed atletiche e che, con l'aiuto di coach europei, sta migliorando anche nella tattica.
Un obiettivo di questa nazionale fu quello di centrare il podio alle Olimpiadi 2008 che si svolsero proprio a Pechino, senza però riuscirci.

## Piazzamenti

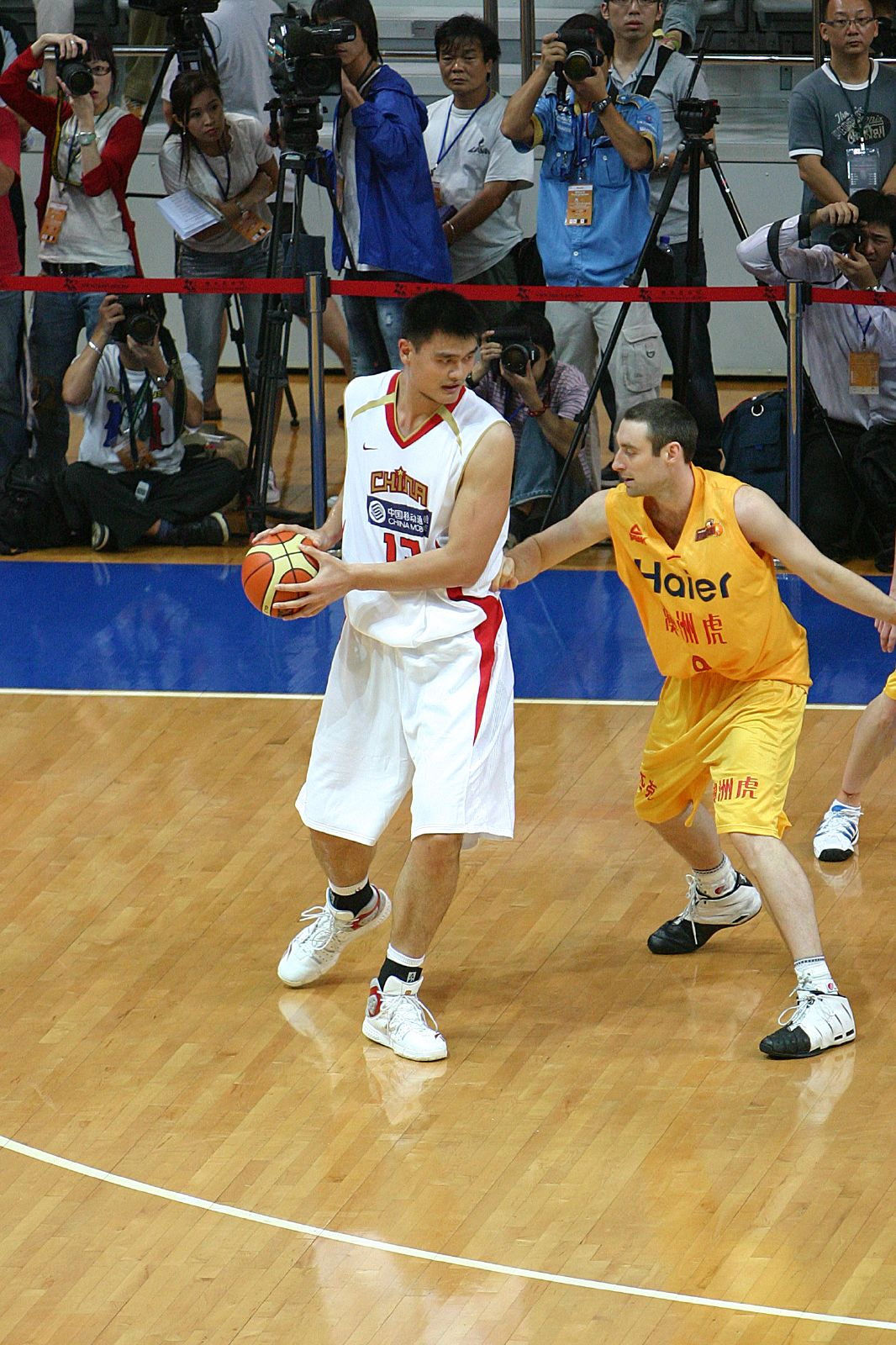
Yao Ming

### Olimpiadi
- 1984 - 10°
- 1988 - 11°
- 1992 - 12°
- 1996 - 8°
- 2000 - 10°

- 2004 - 8°
- 2008 - 8°
- 2012 - 12°
- 2016 - 12°

### Campionati del mondo
- 1978 - 11°
- 1982 - 12°
- 1986 - 9°
- 1990 - 14°
- 1994 - 8°

- 2002 - 12°
- 2006 - 15°
- 2010 - 16°
- 2019 - 24°

### Campionati asiatici
- 1975 -  1°
- 1977 -  1°
- 1979 -  1°
- 1981 -  1°
- 1983 -  1°

- 1985 -  3°
- 1987 -  1°
- 1989 -  1°
- 1991 -  1°
- 1993 -  1°

- 1995 -  1°
- 1997 -  3°
- 1999 -  1°
- 2001 -  1°
- 2003 -  1°

- 2005 -  1°
- 2007 - 10°
- 2009 -  2°
- 2011 -  1°
- 2013 - 5°

- 2015 -  1°
- 2017 - 5°
- 2022 - 8°

### Giochi asiatici
- 1974 -  3°
- 1978 -  1°
- 1982 -  2°
- 1986 -  1°
- 1990 -  1°

- 1994 -  1°
- 1998 -  1°
- 2002 -  2°
- 2006 -  1°
- 2010 -  1°

- 2014 - 5°
- 2018 -  1°
- 2022 -  3°

## Formazioni

### Olimpiadi
Pallacanestro ai Giochi della XXIII Olimpiade - Torneo maschile4 Wang H., 5 Lu, 6 Huang, 7 Guo, 8 Kuang, 9 Ji, 10 Li, 11 Sun, 12 Wang L., 13 Liu, 14 Hu, 15 Zhang,        All. Qian Chenghai
Pallacanestro ai Giochi della XXIV Olimpiade - Torneo maschile4 Gong, 5 Wang F., 6 Huang, 7 Sha, 8 Zhang X., 9 Song, 10 Li, 11 Sun, 12 Wang L., 13 Zhang Y., 14 Xu, 15 Zhang B.,        All. Qian Chenghai
Pallacanestro ai Giochi della XXV Olimpiade - Torneo maschile4 A, 5 Li, 6 Wang, 7 Sun J., 8 Hu, 9 Song, 10 Wu, 11 Sun F., 12 Ma, 13 Zhang, 14 Shan, 15 Gong,        All. Jiang Xingquan
Pallacanestro ai Giochi della XXVI Olimpiade - Torneo maschile4 Li X., 5 Zheng, 6 Wang, 7 Sun, 8 Hu, 9 Wu N., 10 Wu Q., 11 Liu, 12 Li N., 13 Mengke, 14 Shan, 15 Gong X.,        All. Gong Luming
Pallacanestro ai Giochi della XXVII Olimpiade - Torneo maschile4 Li Q., 5 Li X., 6 Guo, 7 Sun, 8 Hu, 9 Zhang, 10 Li N., 11 Liu, 12 Zheng, 13 Yao, 14 Mengke, 15 Wang,        All. Jiang Xingquan
Pallacanestro ai Giochi della XXVIII Olimpiade - Torneo maschile4 Chen, 5 Liu, 6 Zhang Y., 7 Guo, 8 Zhu, 9 Zhang J., 10 Li, 11 Yi, 12 Mo, 13 Yao, 14 Mengke, 15 Du,        All. Del Harris
Pallacanestro ai Giochi della XXIX Olimpiade - Torneo maschile4 Chen, 5 Liu, 6 Zhang, 7 Wang S., 8 Zhu, 9 Sun, 10 Li, 11 Yi, 12 Wang L., 13 Yao, 14 Wang Z., 15 Du,        All. Jonas Kazlauskas
Pallacanestro ai Giochi della XXX Olimpiade - Torneo maschile4 Ding, 5 Liu, 6 Yi L., 7 Wang S., 8 Zhu, 9 Sun, 10 Zhang, 11 Yi J., 12 Guo, 13 Chen, 14 Wang Z., 15 Zhou,        All. Bob Donewald
Pallacanestro ai Giochi della XXXI Olimpiade - Torneo maschile4 Zhao, 5 Sui, 6 Guo, 8 Ding, 9 Zhai, 10 Zhou P., 11 Yi, 12 Li G., 13 Li M., 14 Zou, 15 Zhou Qi, 31 Wang,        All. Gong Luming

### Campionati del mondo
Campionato mondiale maschile di pallacanestro 19784 Zhang W., 5 Wang D., 6 Liu, 7 Chen, 8 Zhang M., 9 Wang Z., 10 He, 11 Kuang, 12 Xing, 13 Ji, 14 Huang, 15 Mu,        All. Qian Chenghai
Campionato mondiale maschile di pallacanestro 19824 Han, 5 Lu, 6 Huang, 7 Feng, 8 Kuang, 9 Li Q., 10 Li Y., 11 Sun, 12 Wang L., 13 Xu, 14 Ji, 15 Wang Z.,        All. Qian Chenghai
Campionato mondiale maschile di pallacanestro 19864 Gong, 5 Li F., 6 Huang, 7 Sha, 8 Wang F., 9 Song, 10 Li Y., 11 Sun, 12 Wang L., 13 Zhang Y., 14 Xu, 15 Zhang B.,        All. Qian Chenghai
Campionato mondiale maschile di pallacanestro 19904 Gong L., 5 Li, 6 Wang Z., 7 Zhang B., 8 Wang F., 9 Song, 10 Zhang D., 11 Sun, 12 Ma, 13 Zhang Y., 14 Shan, 15 Gong X.,        All. Wang Changyou
Campionato mondiale maschile di pallacanestro 19944 A, 5 Zheng, 6 Ji, 7 Sun, 8 Hu, 9 Wu N., 10 Wu Q., 11 Liu Y., 12 Zhang, 13 Liu D., 14 Shan, 15 Gong,        All. Jiang Xingquan
Campionato mondiale maschile di pallacanestro 20024 Guo, 5 Liu W., 6 Gong, 7 Zhang, 8 Hu, 9 Chen, 10 Li, 11 Liu Y., 12 Zhu, 13 Yao, 14 Mengke, 15 Du,        All. Wang Fei
Campionato mondiale maschile di pallacanestro 20064 Chen, 5 Liu, 6 Zhang Q., 7 Wang S., 8 Zhu, 9 Sun, 10 Zhang S., 11 Yi, 12 Mo, 13 Yao, 14 Wang Z., 15 Du,        All. Jonas Kazlauskas
Campionato mondiale maschile di pallacanestro 20104 Ding, 5 Liu, 6 Yu, 7 Wang S., 8 Jin, 9 Sun, 10 Zhang Z., 11 Yi, 12 Guo, 13 Su, 14 Wang Z., 15 Zhou,        All. Bob Donewald
Campionato mondiale maschile di pallacanestro 20191 Zhao R., 5 Fang, 6 Guo, 9 Zhai, 11 Yi, 13 Kelanbaike, 15 Zhou, 17 Sun, 20 Ren, 23 Abudurexiti, 24 Zhao J., 31 Wang,        All. Li Nan
Campionato mondiale maschile di pallacanestro 20231 Li, 3 Hu M., 4 Zhao J., 8 Zhao R., 10 Zhou P., 14 Wang, 15 Zhou Qi, 19 Cui, 21 Hu J., 26 Zhu, 27 Fu, 77 Zhang,        All. Aleksandar Đorđević

### Campionati asiatici
Campionato asiatico maschile di pallacanestro 19754 Xu Z., 5 Zhang W., 6 Wang, 7 Zhang D., 8 Xu Y., 9 Zhu, 10 Zhang J., 11 Yuan, 12 Xing, 13 Ma, 14 Li, 15 Huang,        All. Qian Chenghai
Campionato asiatico maschile di pallacanestro 19774 Xu Z., 5 Zhang W., 6 Wang D., 7 Zhang D., 8 Mu, 9 Zhu, 10 Liu, 11 Wu, 12 Xing, 13 Wang Z., 14 Zhang M., 15 Huang,        All. Qian Chenghai
Campionato asiatico maschile di pallacanestro 19794 Ji, 5 Zhang, 6 Li, 7 He, 8 Mu, 9 Kuang, 10 Guo, 11 Wu, 12 Xing, 13 Wang, 14 Ma Z., 15 Huang,        All. Ma Qingsheng
Campionato asiatico maschile di pallacanestro 19814 Ji, 5 Feng, 6 Li, 7 He, 8 Mu, 9 Kuang, 10 Guo, 11 Ma L., 12 Huang, 13 Wang, 14 Ma Z., 15 Liu S.,        All. Liu Guiyi
Campionato asiatico maschile di pallacanestro 19834 Ji, 5 Liu, 6 Han, 7 Zhang, 8 Mu, 9 Kuang, 10 Guo, 11 Sun, 12 Wang, 13 Lu, 14 Ma, 15 Li,        All. Qian Chenghai
Campionato asiatico maschile di pallacanestro 19854 Min, 5 Liu, 6 Hu, 7 Zhang B., 8 Wang F., 9 Song, 10 Zhang X., 11 Sun, 12 Wang L., 13 Lu, 14 Huang, 15 Li,        All. Qian Chenghai
Campionato asiatico maschile di pallacanestro 19874 Gong, 5 Xu, 6 Sha, 7 Zhang B., 8 Li G., 9 Song, 10 Zhang X., 11 Sun, 12 Wang, 13 Zhang Y., 14 Huang, 15 Li Y.,        All. Qian Chenghai
Campionato asiatico maschile di pallacanestro 19894 Gong L., 5 Ma Y., 6 Wang Z., 7 Zhang B., 8 Wang F., 9 Song, 10 Bai, 11 Sun, 12 Ma J., 13 Zhang Y., 14 Shan, 15 Gong X.,        All. Sun Bang
Campionato asiatico maschile di pallacanestro 19914 A, 5 Li, 6 Wang Z., 7 Sun J., 8 Wang F., 9 Song, 10 Wu, 11 Sun F., 12 Ma, 13 Zhang, 14 Shan, 15 Gong,        All. Jiang Xingquan
Campionato asiatico maschile di pallacanestro 19934 Shan, 5 Zheng, 6 Gong, 7 Sun, 8 Hu, 9 Zhang, 10 Ouyang, 11 Liu, 12 Wu Q., 13 Wu N., 14 A, 15 Mengke,        All. Jiang Xingquan
Campionato asiatico maschile di pallacanestro 19954 Shan, 5 Zheng, 6 Gong, 7 Sun, 8 Hu, 9 Zhang, 10 Ding, 11 Liu, 12 Wu Q., 13 Wu N., 14 A, 15 Wang,        All. Jiang Xingquan
Campionato asiatico maschile di pallacanestro 19974 Ji, 5 Li X., 6 Gong, 7 Sun, 8 Hu, 9 Zhang, 10 Li N., 11 Liu, 12 Wu Q., 13 Wu N., 14 A, 15 Wang,        All. Zhang Bin
Campionato asiatico maschile di pallacanestro 19994 Fan, 5 Li X., 6 Gong, 7 Sun, 8 Hu, 9 Zhang J., 10 Li N., 11 Liu, 12 Zhang W., 13 Yao, 14 Mengke, 15 Wang,        All. Jiang Xingquan
Campionato asiatico maschile di pallacanestro 20014 Fan, 5 Li X., 6 Gong, 7 Zhang C., 8 Hu, 9 Zhang J., 10 Li N., 11 Liu, 12 Zhang W., 13 Yao, 14 Mengke, 15 Wang Z.,        All. Wang Fei
Campionato asiatico maschile di pallacanestro 20034 Fan, 5 Liu, 6 Guo, 7 Jiao, 8 Zhu, 9 Zhang, 10 Li N., 11 Li Ke, 12 Sun, 13 Yao, 14 Mengke, 15 Du,        All. Jiang Xingquan
Campionato asiatico maschile di pallacanestro 20054 Sun, 5 Liu, 6 Zhang Y., 7 Wang, 8 Zhu, 9 Zhang J., 10 Li, 11 Yi, 12 Mo, 13 Yao, 14 Tang, 15 Du,        All. Jonas Kazlauskas
Campionato asiatico maschile di pallacanestro 20074 Han, 5 Yang, 6 Bian, 7 Chen L., 8 Chen C., 9 Yi, 10 Wang Y., 11 Wang B., 12 Li, 13 Wu, 14 Gu, 15 Zhang,        All. De Jiang Adijiang
Campionato asiatico maschile di pallacanestro 20094 Hu, 5 Liu, 6 Zhang, 7 Wang S., 8 Zhu, 9 Sun, 10 Li, 11 Yi, 12 Wang L., 13 Su, 14 Wang Z., 15 Du,        All. Guo Shiqiang
Campionato asiatico maschile di pallacanestro 20114 Ding, 5 Liu, 6 Zhang B., 7 Yi L., 8 Zhu, 9 Sun, 10 Zhang Z., 11 Yi J., 12 Yu, 13 Su, 14 Wang, 15 Xirelijiang,        All. Bob Donewald
Campionato asiatico maschile di pallacanestro 20134 Guo, 5 Liu, 6 Chen, 7 Wang S., 8 Zhu, 9 Sun, 10 Li, 11 Yi, 12 Zhang, 13 Wang Zhe., 14 Wang Zhi., 15 Zhou,        All. Panagiōtīs Giannakīs
Campionato asiatico maschile di pallacanestro 20154 Zhao J., 5 Liu, 6 Guo, 7 Zhao T., 8 Ding, 9 Zhai, 10 Zhou P., 11 Yi, 12 Li G., 13 Li M., 14 Wang, 15 Zhou Qi,        All. Gong Luming
Campionato asiatico maschile di pallacanestro 20175 Liu, 6 Guo, 9 Gu, 10 Zhou, 12 Li G., 16 Li M., 19 Yu, 20 Ren, 21 Hu, 24 Zeng, 33 Wu, 55 Han,        All. Du Feng
Campionato asiatico maschile di pallacanestro 20227 Sun, 8 Zhao, 9 Zhai, 12 Gu, 14 Wang, 15 Zhou, 17 Fan, 23 Hu, 25 He, 27 Fu, 29 Jiang, 30 Xu,        All. Du Feng
Template:Cina maschile pallacanestro asiatico 2025

### Giochi asiatici
Pallacanestro ai VII Giochi asiaticiCai G., Cai W., Huang, Liu, Mo, Wang, Xu, Xuan, Zhang D., Zhang J., Zhang W., Zhao, All. -
Pallacanestro agli VIII Giochi asiaticiChen, He, Huang, Kuang, Liu, Mu, Wang D., Wang Z., Xing, Zhang M., Zhang W., All. -
Pallacanestro ai IX Giochi asiaticiFeng, Han, Huang, Ji, Kuang, Li Q., Li Y., Liu, Lu, Sun, Wang, Xu, All. -
Pallacanestro ai X Giochi asiaticiGong, Huang, Li F., Li Y., Sha, Song, Sun, Wang F., Wang L., Xu, Zhang B., Zhang Y., All. -
Pallacanestro agli XI Giochi asiaticiGong L., Gong X., Li, Ma, Shan, Song, Sun, Wang F., Wang Z., Zhang B., Zhang D., Zhang Y., All. -
Pallacanestro ai XII Giochi asiaticiA, Gong, Hu, Liu D., Liu Y., Shan, Sun, Wang, Wu N., Wu Q., Zhang, Zheng, All. -
Pallacanestro ai XIII Giochi asiaticiFan, Gong, Hu, Li N., Li X., Liu Q., Liu Y., Mengke, Sun, Wang, Zhang J., Zhang W., All. -
Pallacanestro ai XIV Giochi asiatici4 Guo, 5 Liu W., 6 Gong, 7 Zhang, 8 Hu, 9 Chen, 10 Li, 11 Liu Y., 12 Zhu, 13 Yao, 14 Mengke, 15 Du,        All. -
Pallacanestro ai XV Giochi asiatici4 Hu, 5 Liu, 6 Zhang, 7 Wang S., 8 Zhu, 9 Sun, 10 Li N., 11 Yi, 12 Mo, 13 Tang, 14 Wang Z., 15 Li K.,        All. -
Pallacanestro ai XVI Giochi asiatici4 Ding, 5 Liu, 6 Zhang Q., 7 Wang S., 8 Zhu, 9 Sun, 10 Zhang Z., 11 Zhang B., 12 Tang, 13 Li, 14 Wang Z., 15 Zhou,        All. -
Pallacanestro ai XVII Giochi asiatici4 Liu, 5 Guo, 6 Gu, 7 Zhou Qi, 8 Zhao, 9 Zhai, 10 Ding, 11 Zhou P., 12 Xirelijiang, 13 Sun, 14 Li, 15 Wang,        All. Gong Luming
Pallacanestro ai XVIII Giochi asiatici1 Tian, 5 Fang, 6 Zhao T., 7 Yu, 8 Ding, 10 Zhao R., 11 Liu, 15 Zhou, 16 Dong, 17 Sun, 23 Abudurexiti, 31 Wang,        All. Li Nan
Pallacanestro ai XIX Giochi asiatici3 Hu M., 4 Zhao J., 6 Cheng, 10 Zhao R., 14 Fu, 16 Yu, 18 Du, 19 Cui, 21 Hu J., 26 Zhu, 31 Wang, 77 Zhang,        All. Aleksandar Đorđević

## Nazionali giovanili
- Nazionale Under-18
- Nazionale Under-16